# Champions League (lied)
Champions League is een lied van de Nederlandse zanger Flemming en de Algerijns-Franse rapper Boef. Het werd in 2023 als single uitgebracht.

## Achtergrond
Champions League is geschreven door Flemming Viguurs, Marcus Adema, Sander de Bie en Sofiane Boussaadia en geproduceerd door Marcus Adema en Arno Krabman. Het is een nummer dat past in de genres nederpop en poprap. De artiesten zingen en rappen in het lied over hun oude geliefdes die niet in hun geloofden toen zij grote ambities hadden. Flemming had het nummer gemaakt bij een schrijverskamp, maar had het gevoel dat er iets miste. Hij vroeg toen aan Boef of hij een verse wilde rappen, welke snel een stuk opstuurde. De artiesten primeurden het lied bij Radio 538, waarna het als single werd uitgebracht.

## Hitnoteringen
De artiesten hadden succes met het lied in Nederland. Het piekte op de negende plaats van de Single Top 100 in de zeventien weken dat het in deze hitlijst te vinden was. In de Nederlandse Top 40 kwam het tot de elfde plek in de zestien weken dat het in de lijst stond.